# Manta Negra
La Manta Negra (David Hyde) (Inglés: Black Manta)  es un supervillano ficticio que aparece en los cómics estadounidenses publicados por DC Comics. Creado por Bob Haney y Nick Cardy, el personaje apareció por primera vez en Aquaman # 35 (septiembre de 1967). Es un despiadado mercenario y asesino subacuático que se suele representar como el archienemigo de Aquaman.
El personaje ha sido sustancialmente adaptado de los cómics a varias formas de medios, incluyendo varias series de televisión de dibujos animados, películas animadas y videojuegos. La Manta Negra debuta en el cinematográfico de acción en vivo en la película Aquaman del Universo Extendido de DC 2018, interpretado por Yahya Abdul-Mateen II y por última vez usando su papel para Aquaman y el Reino Perdido (2023) y será el villano del Hombre Acuantico.

## Biografía del personaje ficticio
Manta Negra no tuvo una historia de origen definitiva hasta el n.° 6 de la serie Aquaman de 1993. En este origen, el niño afroamericano que se convertiría en Manta Negra creció en Baltimore, Maryland, y le encantaba jugar en la Bahía de Chesapeake. Durante su juventud fue secuestrado y obligado a trabajar en un barco durante un período de tiempo no especificado, donde sus captores lo maltrataron físicamente. En un momento, vio a Aquaman con sus amigos delfines y trató de pedirle ayuda, pero no fue visto. Finalmente, se vio obligado a defenderse, matando a uno de sus torturadores en el barco con un cuchillo. Odiando al mar sin emociones y a Aquaman, a quien veía como su representante, estaba decidido a convertirse en su maestro.
Un segundo origen se dio en el #8 de la serie de 2003 Aquaman. En este origen, el niño que se convertiría en Manta Negra era un huérfano que tenía autismo y fue colocado en el Asilo Arkham de Gotham City. Se sentía cómodo en agua helada, mientras que las sábanas de algodón eran insoportablemente dolorosas. Debido a que los asistentes en Arkham no sabían cómo lidiar con el autismo, acabarían sujetándolo a la cama mientras luchaba y gritaba cada vez que intentaban ponerlo allí. El chico también estaba fascinado cuando vio a Aquaman en televisión.
El chico terminaría siendo sometido a tratamientos experimentales. Un tratamiento pareció despejar la cabeza del chico, pero lo dejó violento como resultado; mató al científico que había administrado el tratamiento y se escapó de Arkham.
Ya de adulto, el hombre que se convertiría en Manta Negra diseñó un traje (principalmente un neopreno negro con casco de ojos saltones, que era capaz de disparar rayos de explosión de sus ojos) y formó un sumergible de alta tecnología inspirado en las mantarrayas. Tomando el nombre de Manta Negra, él y su ejército enmascarado se convirtió en una fuerza a tener en cuenta, participando de al menos un choque no grabado con Aquaman, antes de su primera aparición como un rival para el Amo del Océano (y antes de unirse a la efímera Liga de la Injusticia en el evento retcon de la tercera semana La edad de plata).
El temible Manta Negra y Aquaman lucharon en varias ocasiones durante los próximos años. Durante uno de estos enfrentamientos, se reveló que Manta Negra era en realidad negro, cuyo objetivo declarado en un momento fue para que los negros dominen el océano después de haber sido oprimido durante tanto tiempo en tierra firme (aunque este objetivo se reveló como una treta que usó para engañar a Cal Durham para que le siguiera, y este objetivo no era en absoluto evidente en cualquiera de sus apariciones anteriores o posteriores). Durante la mayor parte de sus apariciones, sus principales objetivos eran derrotar a Aquaman y obtener poder para sí mismo a través de la conquista de la Atlántida. Por último, Manta mata a Arthur Curry, Jr., el hijo de Aquaman, que dejó a Aquaman obsesionado con la venganza.
Manta Negra se transformó más tarde en un híbrido manta/hombre. Después de un rato, volvió a usar su traje original, que cubría su nueva apariencia. En un momento se volcó al contrabando de drogas desde su nueva base en Star City, donde se le oponen un Flecha Verde que regresa y Aquaman.
En un enfrentamiento posterior, Aquaman, luciendo la Mano Curativa de la Dama del Lago, revirtió los cambios en Manta Negra, y recableó el cerebro afectado de Manta, haciéndole neurotípico por primera vez en su vida. Por desgracia, Manta sigue siendo un criminal violento, arrullando a Aquaman en un falso sentido de colaboración y casi matando al Rey del Mar en el proceso.
En eventos posteriores, Manta Negra fue utilizado como un sujeto de prueba para hacer respiraderos de agua, usando manipulación genética. Esto tuvo éxito y desde entonces Manta Negra ha vuelto a los océanos para hacer frente a Aquaman una vez más.
Manta Negra causó una perturbación en Sub Diego en la que el capitán Marley fue gravemente herido. Aquaman convocó a diversos depredadores de la vida marítima para atacar a Manta Negra y lo dio por muerto. Más tarde se reveló que era capaz de sobrevivir al generar una carga eléctrica con su traje.
Un año después, tomó el control de Sub Diego, pero se vio obligado a huir cuando Rey Tiburón le mordió la cara.
Cuando Aquaman murió al final de la serie de 2003, Manta Negra fue a trabajar para Libra como parte de la Sociedad Secreta de Supervillanos. Sin embargo, después de que Libra traicionó al grupo y ayudó a Darkseid a conquistar la Tierra, renunció de alguna manera.

### Brightest Day
En la historia Brightest Day, Manta Negra se retiró de la supervillanía y abrió una pescadería para ganarse la vida honradamente. Cuando descubrió que Aquaman había resucitado tras el final de Blackest Night, asesina a los clientes en la tienda y más tarde incendia su casa de la faja costera, mientras retoma su carrera criminal y venganza contra Aquaman. Manta Negra es visto más tarde en la tumba de Thomas Curry, el padre de Aquaman, donde es abordado por Siren y su Escuadrón de la Muerte después de demoler la lápida. El Escuadrón de la Muerte comenzaron a luchar contra Manta Negra, pero antes de que la pelea pueda llegar muy lejos, Siren los detiene. Ella le dice a Manta Negra que tienen que trabajar juntos para encontrar a su hijo, mientras hace una imagen de agua dura de Jackson Hyde. Manta Negra y Siren localizan a Jackson y tratan de matar a su padre adoptivo. Jackson (usando su habilidad para crear construcciones de agua dura) defiende a su padre adoptivo, pero no puede impedir que Manta Negra le dispare un dardo en forma de tridente a su padre adoptivo. Aquaman entonces entra en escena bloqueando y aplastando el dardo. Manta Negra se prepara para enfrentar a su viejo némesis de nuevo. Durante la batalla, Aquaman lleva a Jackson y a su padre adoptivo lejos de Manta Negra y Siren. En el flashback Manta Negra era un cazador de tesoros, quien junto con su esposa fueron capturados mientras exploraban el Triángulo de las Bermudas. Capturados por los residentes de otras dimensiones de Xebel, los dos fueron torturados sin piedad y experimentaron sobre la esposa de Manta Negra, que estaba embarazada, para darle poderes al niño por nacer similares a los de los residentes de Xebel. Temiendo que el niño sea usado como un peón en una invasión a la Tierra, la princesa de Xebel, Mera, secuestró al niño y lo llevó a la Tierra, donde dispuso que sea adoptado y criado lejos del agua para alejarlo de su gente. Manta Negra escapó finalmente de Xebel, aunque seguía sin conocerse la suerte de su esposa.
Después de que Jackson descubre la verdad detrás de su origen, Aquaman y Jackson (ahora llamándose Aqualad) son emboscados por Siren y los soldados Xebel. La lucha continúa en la playa, donde ciudadanos inocentes son atrapados en el fuego cruzado. Como Aquaman está a punto de devolverle el golpe a Siren, Manta Negra nace del agua y corta la mano derecha de Aquaman. Jackson ataca a su padre y lo recrimina por ponerse del lado de la gente que mató a su propia esposa, sólo para que Manta Negra tirara a Jackson al suelo y fríamente declara que tanto él como su madre no significan nada para él. Cuando Manta Negra está a punto de atravesar a su hijo con una de sus espadas, Mera llega con Aquagirl, que salva a Jackson golpeando Manta Negra en la cara. Jackson y Mera son capaces de trabajar juntos para encerrar a Manta Negra, Siren y al resto de los invasores en el Triángulo de las Bermudas. Manta Negra promete recuperar a su hijo, Jackson.

### The New 52
En The New 52 (un reinicio del universo DC Comics), Manta Negra mata a una mujer llamada Kahina la Vidente que es una excompañera de Aquaman y roba su reliquia atlante específica. Luego promete matar a toda su familia antes de conseguir su venganza contra Aquaman. Un flashback muestra que Aquaman creó un equipo conocido como los Otros (forjados de seis reliquias atlantes de la tumba del Rey de la Muerte) que están tratando de atrapar a Manta Negra, pero falla y Manta Negra escapa. Manta Negra fue tras el excompañero de Aquaman, Prisionero de Guerra, en Heidelberg. Se revela que Aquaman había matado al padre de Manta Negra por accidente por atacar al padre de Aquaman. Buscando venganza, Manta Negra intentará matar a toda la familia (donde fue asesinado el hijo de Aquaman) y los amigos de Aquaman. Cuando Manta Negra persigue a Prisionero de Guerra, se enfrenta a Aquaman en una batalla. Durante el ataque, Manta Negra roba una de las reliquias atlantes de Ya'Wara y se teletransporta a Stephen Shin, examigo de Aquaman. Manta Negra electrocuta a Mera y obliga a Shin a teletransportarse. Mientras tanto, los Otros se reúnen y descubren que está la séptima reliquia atlante en la tumba del Rey de la Muerte. Manta captura a Shin en la tumba del Rey de la Muerte para encontrar la séptima reliquia. Después, buscan la séptima reliquia en el trono del Rey de la Muerte. Manta se prepara para matar a Shin, pero es frustrado cuando Aquaman y los Otros atacan a sus secuaces. Manta Negra mata a Vostok-X y se escapa con el cetro de reliquias. Tras la muerte de Vostok-X, Aquaman, entre lágrimas, jura que va a matar a Manta por eso. Manta Negra entregó el cetro de reliquias a un misterioso atlante, quien se reveló como el atlante que lo contrató, pero los Otros surgen y atacan. El misterioso atlante consiguió hacerse con el cetro de reliquias y escapó mientras Manta Negra lucha contra los Otros. Manta Negra y sus secuaces son llevados por las autoridades. Mientras estaba en la Prisión de Belle Reve, Manta Negra se negó a unirse al Escuadrón Suicida de Amanda Waller.
Durante la historia Forever Evil, Amanda Waller se acerca a Manta Negra de nuevo para unirse al Escuadrón Suicida. Manta Negra se niega de nuevo en el mismo momento en que Deathstorm y Power Ring invaden Belle Reve. Después de escuchar la oferta de Amanda Waller de unirse al Escuadrón Suicida, Manta Negra recupera su equipo durante la fuga de Belle Reve, mientras acepta la moneda de la Sociedad Secreta. En la Atalaya de la Liga de la Justicia después de reclamar el tridente de Aquaman, Manta Negra lanza la moneda en el océano. Manta Negra lleva el tridente a la tumba de su padre declarando que su búsqueda para matar a Aquaman ha terminado. Mirando hacia arriba, ve a Ultraman moviendo la luna frente al sol lo que crea maremotos masivos. Las olas tapan la tumba del padre de Manta Negra, lo que le da un nuevo propósito: destruir el Sindicato del Crimen. Después de recuperar el cuerpo de Black Adam del océano, Manta Negra se encuentra con Lex Luthor, el clon kriptoniano que Lex Luthor creó, y el Capitán Frío donde les dice lo que las acciones de Ultraman le hicieron a la tumba de su padre. Lex Luthor se da cuenta de que con la ayuda de su clon kriptoniano, Black Adam, Manta Negra, y el Capitán Frío, él puede ser capaz de detener al Sindicato del Crimen.

## Poderes y habilidades
El traje de Manta Negra está diseñado específicamente para adaptarse a un ambiente oceánico. Le ofrece completa resistencia al frío y la presión de las condiciones del mar profundo (no se sabe en este momento qué tan bajo puede viajar el traje bajo el agua y seguir funcionando) y por lo tanto le otorga un nivel de durabilidad superhumana, y fuerza (permitiéndole a Manta Negra levantar/golpear con la fuerza de 5000 kilos), la habilidad de respirar normalmente bajo el agua (no se sabe si se debe a un suministro de oxígeno oculto o su capacidad para extraer el oxígeno del agua, como las branquias de un pez), botas de chorro que funcionan dentro o fuera del agua, un codificador telepático (usado para despojar temporalmente a Aquaman de su telepatía acuática), y una grande y variada gama de armas. Tal armamento ha incluido espadas, rayos eléctricos de las muñecas de sus guantes, torpedos miniaturizados, y rayos de energía emitidos por las lentes de ojo en su casco y el traje se alimenta de agua del mar lo que le permite disparar los rayos láser. Manta Negra es muy inteligente, tiene un grado limitado de experiencia en ingeniería mecánica (ya que fue capaz de fabricar su traje, armas y vehículos) y cierta cantidad de entrenamiento de combate cuerpo a cuerpo. En su mayor parte, Manta Negra generalmente depende más en la tecnología y la planificación estratégica que de la confrontación física cuando se trata de sus hazañas.
Manta Negra a menudo utiliza vehículos únicos, como un submarino con forma de mantarraya modificado para viajar.
En algún punto Manta Negra fue transformado por el demonio Neron en un híbrido de mantarraya. En esta forma él era totalmente uno con el agua lo que le permite bucear a profundidades extremas y sobrevivir. Tenía armas naturales, como una cola que tenía capacidad ofensiva. El proceso ya ha sido invertido por Aquaman.

## Otras versiones

### Justice
Manta Negra apareció como uno de los villanos principales en la miniserie de 2005-2006 Justice de Alex Ross y Jim Krueger como parte de la Legión del Mal. Esta versión parece basarse en el período en que Manta luchó por los afroamericanos, como lo demuestra el hecho de que todos sus secuaces son negros y su ciudad está completamente poblada por afroamericanos. La primera vez que se ve atrayendo a Aquaman a una emboscada, controlando los tiburones de Aquaman para atacarlo antes de llevar a Aquaman a Brainiac. Cuando Lex Luthor hace su discurso al mundo para unirse a él para salvar él, Manta es uno de los villanos al lado de él. Cuando la Legión comienza a secuestrar a personas cercanas a los héroes, Manta toma el control de Garth y lo obliga a atacar a Mera y secuestrar al hijo de Aquaman. Cuando la Liga de la Justicia ataca el Salón del Mal, Manta Negra se enfrenta a Aquaman por toda la batalla. Manta Negra es uno de los pocos villanos en escapar de la Liga y teletransportarse a su ciudad junto con el hijo de Aquaman, que sigue detrás de él. Cuando Aquaman llega, los hombres de Manta lo golpean salvajemente en presencia de su hijo, comparándolo con el tratamiento de su propio pueblo. Aquaman le dice a Manta que está haciendo lo mismo al usar la tecnología del Doctor Sivana para controlar a sus hombres, rompiendo el paquete en el traje de Manta para liberar a sus secuaces del control de Manta Negra. Manta Negra se da cuenta de que Aquaman tenía razón, pero hace un último esfuerzo para matarlo en la desesperación. Él es golpeado rápidamente por Aquaman, diciendo que Manta nunca tuvo la oportunidad con la que comenzar.

### JLA/Avengers
Manta Negra aparece en JLA/Avengers #4 donde se muestra atrapado por Plastic Man.

### Flashpoint
En la línea de tiempo alternativa del evento Flashpoint, Manta Negra era un interno en la prisión del Mal antes de la fuga de la prisión.

## En otros medios

### Televisión
- Manta Negra apareció como un villano habitual en los dibujos animados Aquaman en The Superman/Aquaman Hour of Adventure con la voz de Ted Knight.
- Manta también apareció en The All-New Super Friends Hour con la voz de Ted Knight una vez más. Él era denominado simplemente "Manta", y el color de su traje era ahora marrón oliva.
- Manta Negra también se hizo parte de la Legión del Mal en Challenge of the Super Friends con la voz de Ted Cassidy. Nunca aparece sin su casco aquí. En el episodio Doomsday, donde él, Sinestro y Cheetah son abandonados por el resto de la Legión del Mal él toma el control de un dispositivo mental para capturar y castigar al resto de la Legión.
- Manta Negra originalmente iba a hacer una aparición al principio de Justice League episodio "Duelo en el Atlántico, Parte 1." Él estaba destinado a ser el que Orm contrató para asesinar a Aquaman, pero fue cambiado más adelante a Deadshot ya que habría sido "inadecuado" para el personaje de Manta.[29] Irónicamente, el personaje más tarde sería utilizado para el mismo propósito en la serie animada Batman: The Brave and the Bold (ver más abajo).
- En Justice League Unlimited un personaje llamado Rayo Diabólico (con la voz de Michael Beach) debutó como miembro de la Sociedad Secreta (basado en la Legión del Mal). Rayo Diabólico está basado estrechamente en Manta Negra, hasta el casco y un traje que le permite respirar bajo el agua y resistir las presiones de las aguas profundas. También fue equipado con cohetes que le permiten volar y navegar bajo el agua, y dos cañones montados en la muñeca. Las armas en sus guantes le permiten disparar rayos láser a sus objetivos, así como una gran variedad de aguijones en forma de tridente venenosos o explosivos. Rayo Diabólico apareció en roles principales en "A otra costa" y "Ajuste de muerte" (el último de los cuales lo vio accidentalmente asesinado por un Batman poseído por Hombre Muerto). Según el escritor Dwayne McDuffie, la razón detrás del cambio de nombre se debe a que los derechos de los personajes de Aquaman no estaban disponibles en el momento, ya que estaban siendo utilizados para el piloto de TV de Aquaman.[30] Dentro de los cómics principales, en Aquaman: Sword of Atlantis #52 (julio de 2007), el nuevo Aquaman (Arthur Joseph Curry) indaga si Manta Negra es el nombre de un personaje de dibujos animados, y es corregido "¿No se llamaba Rayo Diabólico?"
- Manta Negra aparece en el tercer episodio de Batman: The Brave and the Bold con la voz de Kevin Michael Richardson. Esta interpretación de él lo muestra como un asesino sociópata, contratado por Orm para matar a Aquaman. Cuando Orm logra capturar a Aquaman y se convierte en "Amo del Océano", Manta Negra lo traiciona y lo aprisiona. Él planea usar una máquina para destruir y saquear la Atlántida, pero fue detenido por Aquaman, Amo del Océano, y Batman. Fue arrestado y encerrado en Iron Heights. Él aparece de nuevo en el episodio "Aparecen los Forasteros" donde está robando un coche blindado sólo para ser derrotado por Batman y B'wana Beast. Manta Negra aparece de nuevo en "Se acaba el juego para Owlman", donde se alía con Owlman y un grupo de villanos para matar a sus respectivos enemigos, pero es detenido por Batman y sus muchos colegas de universos paralelos. Manta Negra hace un breve cameo en "La Noche de la Cazadora", donde se le ve entre otros reclusos en la Penitenciaría Blackgate. En el episodio "La cara sucia de Batman", se revela que Manta Negra tiene una contraparte heroica en un universo paralelo, cuya gama de colores de su traje se asemeja algo al de Aquaman. En "Desastre de Music Meister" Manta Negra, junto con Gorilla Grodd y Clock King son controlados mentalmente por Music Meister. También se reveló que, cuando estaba en Iron Heights, es puesto en una pecera gigante. En el episodio "Inicios intrépidos", un flashback mostró que Batman tuvo su primer encuentro con Aquaman cuando se trataba de luchar contra Manta Negra, sus secuaces y sus grandes tiburones blancos entrenados.
- Manta Negra (llamado sólo como Manta) aparece en Smallville episodio "Profecía", pero su actor está sin acreditar. Es asignado por Toyman para matar a Aquaman.
- Manta Negra aparece en Young Justice episodio "Tiempo muerto" con la voz de Khary Payton. Ha sido confirmado por los productores Brandon Vietti y Greg Weisman que el nuevo Aqualad en la serie animada será el hijo de Manta Negra al igual que los cómics.[31] Él y sus hombres Manta intentaron robar una enorme criatura estrella de mar congelada en el hielo en el Centro de Ciencias de la Atlántida dirigido por el Príncipe Orm. Más tarde se reveló que se informa a La Luz (la junta directiva del Proyecto Cadmus) cuando menciona la obtención de una muestra de la criatura estrella de mar. L-5 le dice a Manta Negra que ya obtendrán a la criatura. En la segunda temporada de la serie, como se ve en el episodio "Enajenado", Manta Negra toma el lugar de Amo del Océano en el consejo gobernante de la Luz. También se muestra que Aqualad se había puesto del lado de su padre Manta Negra al enterarse de su verdadera herencia. En el episodio "Profundidades", Manta Negra envía a Aqualad y los Hombres Manta a interrumpir el lanzamiento de un satélite en Aeronaves Ferris. Kaldur se encuentra con Manta Negra que le dice a Kaldur que está listo para el siguiente nivel. En "Lo más oscuro", Manta Negra encuentra que Aqualad no ha enviado a Chico de Laguna al Compañero y ha tranquilizado a Chico de Laguna. Acto seguido, envía a Aqualad con Tigress, los Mellizos Terror, y Icicle Jr. a atacar a Impulso y Escarabajo Azul. Tras la misión de Aqualad, Manta Negra lleva a Aqualad a reunirse con los demás miembros de la Luz y decirles acerca de la misión de Aqualad. En "Verdaderos colores", Manta Negra fue con la Luz en una reunión con Sportsmaster quien informa al grupo de su queja que gira en torno al hijo de Manta Negra matando a su hija y que deberían hacer la salida de "ojo por ojo, hijo por hijo". Vándalo Salvaje y Manta Negra no están de acuerdo con esto y Sportsmaster se va ante Deathstroke llegando para proteger a Manta Negra. En una reunión con Manta Negra en su submarino, Vándalo Salvaje le dice a Manta Negra que ha pedido prestado a Psimon de la Abeja Reina con el fin de restaurar la mente de Aqualad. En "El arreglo", Manta Negra llama a Tigress a la habitación de Aqualad como Manta Negra le dice que Psimon va a reparar su mente. Manta Negra le dice Tigress que se quede con Psimon hasta que termine mientras él va a vengarse de Miss Martian. Cuando Manta Negra descubre que Psimon se desplomó, sospecha que lo que le hizo Miss Martian a Aqualad tiene un efecto en cualquier telépata que trata de entrar en la mente de alguien. Cuando Tigress dice que irá a la parte continental y capturar a Miss Martian con algunos Hombres Manta, Manta Negra hace que Tigress se vaya con Deathstroke. Cuando Tigress y Deathstroke capturan con éxito a Miss Martian y la traen a la base de Manta Negra, Manta Negra obliga a Miss Martian a restaurar la mente de su hijo o sino Deathstroke hará que el cuello inhibidor de Miss Martian explote como Deathstroke está monitoreando la situación. Manta Negra después comprueba a Aqualad mientras viene. Manta Negra hace que Miss Martian mantenga la restauración de la mente de Aqualad que puede tomar días. Manta Negra habla con Tigress sobre que Miss Martian será asesinada una vez que termine de restaurar la mente de Aqualad. En "Complicaciones" Manta Negra consigue un informe de situación de Deathstroke que Miss Martian está recuperando poco a poco la mente de Aqualad. Esto hace que Manta Negra haga que Miss Martian deje de curar a Aqualad cuando pasen 24 horas o él la matará. Manta Negra se entera de Deathstroke que Cheshire está en la habitación de Aqualad y envía a los Hombres Manta a la habitación de Aqualad. Miss Martian procede a atrapar a Manta Negra mientras ella se escapa. Manta Negra le informa a Vándalo Salvaje y al Embajador Reach que la recuperación de Aqualad se ha realizado correctamente. En "Cumbre" Manta Negra se une a la Luz en la reunión con los Reach en las cuevas de Santa Prisca. Manta Negra se opone a sacarse su máscara hasta que lo convence Ra's al Ghul de quitársela. Manta Negra estaba sorprendido por la traición de su hijo ya que ambos luchan entre sí. Aqualad logra derrotar a Manta Negra.
- Manta Negra aparece en el corto de DC Nation Animal Man. Fue visto atacando una playa hasta que fue derrotado por el Animal Man cuando Manta Negra derribó el castillo de arena de un cangrejo.
- Manta Negra aparece en la serie animada Teen Titans Go. En el episodio "Super Robin", se le ve en una fotografía que fue derrotado por los Teen Titans que lo ataron a una caña de pescar.

### Películas

#### Animación
- Manta Negra hace un cameo en la película animada Justice League: The New Frontier, durante el discurso de John F. Kennedy.
- Manta Negra aparece en la película animada Superman/Batman: Public Enemies donde es uno de los muchos supervillanos tratando de cobrar la recompensa por Superman.
- Manta Negra aparece en la película animada Justice League: The Flashpoint Paradox. Es visto como un ejecutor en el ejército de la Atlántida de Aquaman junto a Amo del Océano durante su guerra contra Wonder Woman y las Amazonas, así como Los Estados Unidos de América. Su momento notable era mostrando sus habilidades de combate como él se enfrentó a Deathstroke donde Manta Negra presumiblemente lo mató con sus rayos ópticos. Más tarde es asesinado por los esfuerzos combinados de Grifter y Batman matándolo a tiros.
- Kevin Michael Richardson repite su papel de Black Manta en JLA Adventures: Trapped In Time.
- Manta Negra aparece en Justice League: Throne of Atlantis, con la voz de Harry Lennix. En la nueva realidad, usa misiles cargados en su submarino para atacar Atlantis y enmarcar el mundo de la superficie. Posteriormente, Manta Negra persuade al Príncipe Orm para que inicie una guerra matando a la reina Atlanna y usurpando el trono. Mientras el ejército atlante libra la guerra con la superficie y la Liga de la Justicia, Manta Negra se enfrenta a Arthur Curry. Antes de que Manta Negra pueda matar, Curry invoca un megalodón del puerto para llevar al villano al océano. El productor James Tucker ha confirmado que Black Manta había sobrevivido después de los eventos de Throne of Atlantis y volverá marcado.[32]
- Manta Negra aparece en Lego DC Comics Super Heroes: Justice League: Attack of the Legion of Doom, nuevamente con la voz de Kevin Michael Richardson. Él, Lex Luthor y Sinestro trabajan para formar la Legión del Mal.
- Manta Negra hace una breve aparición en Suicide Squad: Hell to Pay, con la voz de Dave Fennoy. Pilota el transporte de la Task Force X para la misión que les envió Amanda Waller. Se ve a Manta Negra participando por primera vez en la misión de recuperar una unidad flash que contiene información filtrada de Tobias Whale.
- Manta Negra tiene una apariencia que no habla en Justice League Dark: Apokolips War. Un miembro del escuadrón (que ahora está dirigido por Harley Quinn), Manta Negra ayuda al escuadrón y a los miembros sobrevivientes de la Liga de la Justicia a asaltar el edificio LexCorp. Después de que el equipo de Clark Kent se teletransporta a Apokolips, se muestra a Manta con el escuadrón, Lois Lane y Lex Luthor defendiendo el edificio de los invasores Paradooms. Sin embargo, es asesinado por un Paradoom que lo parte a la mitad.

#### Acción en vivo
Black Manta aparece en películas ambientadas dentro del Universo Extendido de DC, interpretado por Yahya Abdul-Mateen II. Esta versión se llama David Kane y el apodo "Manta" se le confirió por primera vez al abuelo de Kane cuando sirvió como hombre rana para la Marina de los Estados Unidos durante la Segunda Guerra Mundial.
- El personaje aparece por primera vez en Aquaman (2018).[6][35] David Kane y su padre Jesse (interpretado por Michael Beach) son contratados por el Rey Orm de Atlantis para secuestrar un submarino nuclear, solo para que Arthur Curry intervenga. En la batalla que sigue, Jesse es sometido cuando un torpedo no lanzado le aplasta la pierna. David le pidió a Arthur que ayudara a liberar a su padre, pero él se niega porque habían matado vidas inocentes. Mientras David está distraído tratando de liberar a Jesse, Jesse se suicida al detonar una granada para evitar que David baje con la nave y para asegurarse de que David pueda matar a Arthur y vengarlo. Después de la muerte de su padre, David desarrolló un poderoso rencor hacia Arthur. Cuando David se encuentra con Orm, rechaza el pago en forma de oro y en su lugar le pide a Orm que localice a Arthur. Orm luego le proporciona a David un prototipo de traje de batalla atlante de alta tecnología, que David planea usar para vengarse del asesino de su padre. David modifica el traje, se rebautiza a sí mismo como "Black Manta" en honor a su abuelo y difunto padre, y confronta a Arthur y Mera en Sicilia, Italia con un grupo de mercenarios atlantes. Mera lucha y finalmente mata a los mercenarios, y Arthur usa un par de rocas que están conectadas por una cadena para atrapar a David y arrojarlo desde un acantilado a su aparente muerte. En una escena de mitad de créditos, David es encontrado herido pero rescatado por el Dr. Stephen Shin. David acepta decirle al biólogo marino cómo obtuvo la tecnología Atlante si le dice cómo encontrar a Aquaman.
- Black Manta regresó en Aquaman y el Reino Perdido (2023).[36]Al encontrar el Tridente Negro maldito, el espíritu de su creador, Kordax, le promete a David el poder de destruir a Arthur, si lo libera del reino perdido de Necrus. David ataca Atlantis, robando sus reservas de oricalco para alimentar las máquinas de Necrus y secuestra al hijo de Arthur y Mera para realizar un ritual de sangre para liberar a Kordax. Después de ser derrotado, David rechaza la ayuda de Arthur y se deja caer en una fisura hasta su muerte.

### Videojuegos
- Manta Negra aparece como el villano principal en el videojuego Aquaman: Battle for Atlantis para Xbox y GameCube. También es un personaje desbloqueable en el juego.
- Manta Negra aparece como un personaje jugable en Lego Batman 2: DC Super Heroes.[37]
- Manta Negra es referenciado en Injustice: Gods Among Us. Cuando Aquaman se enfrenta al Aquaman alterno en la sala del trono de la Atlántida, el Aquaman alternato le pregunta si trabaja para Manta Negra o para el Amo del Océano.
- Manta Negra aparece como un jefe en el videojuego Young Justice: Legacy. Khary Payton repite el papel.
- El MMORPG DC Universe Online introdujo un traje JcE inspirado en Manta Negra, disponible para los jugadores en la facción Villano.
- En Injustice 2 Manta Negra es un personaje jugable mediante un Contenido de descarga de pago.

### Misceláneos
- Manta Negra apareció en estilo animado en Justice League Unlimited #26. Él es ayudado por Felix Faust en un intento de conquistar la Atlántida.

### Parodias
- Una parodia de Manta Negra, llamada Anguila Negra, apareció en Duck Dodgers episodio "Hasta que la muerte nos separe" con la voz de Jim Cummings. Fue uno de los villanos reunidos por el Agente Roboto para formar la Legión del Mal Patuno para derrotar a Duck Dodgers (a pesar del hecho de que él era el único villano en el episodio que nunca lo había visto antes y no tenía idea de quién era). También había sido el enemigo del Marinero.

- El antagonista popular de Los hermanos Venture El Monarca se dice que está basado en parte en Manta. Manta también fue mencionado en el episodio "Arcos caídos", donde Jefferson Twilight conversa con el Doctor Byron Orpheus acerca de qué es lo que hace en realidad Aquaman, en donde el Doctor Orpheus declara, "Pensé que peleó con Manta Negra".

- Manta Negra aparece en Pollo robot episodio "No en ese sentido" con la voz de Tom Kane. En un segmento que parodia el Asilo Arkham al estilo de Cadena perpetua, Manta Negra narra acerca de la vida del Joker en Arkham y cómo se hizo amigo de él. Su voz y su papel de parodian es el del personaje de Morgan Freeman de esa película.

- Bob Esponja cuenta con un villano parodia llamada "Hombre Raya", que parece estar inspirado en Manta Negra, incluyendo un aspecto similar y muchos de los mismos poderes. En el episodio "Hombre Sirena y Chico Percebe III", incluso se llamó (al lado de la "Burbuja Sucia") como el némesis de todos los tiempos de la parodia de Aquaman ("Hombre Sirena").

- En un episodio de los Super Amigos, un villano submarino llamado "El Pez Escorpión" lleva un traje idéntico a Manta Negra, con la excepción de que era de color verde.

- En Padre de familia episodio, "It Takes a Village Idiot, and I Married One" Lois convenció a la ciudad en una conferencia de prensa que la Legión del Mal está conspirando con Adolf Hitler to assassinate a Jesús. La escena salta al Salón del Mal, donde Lex Luthor grita "¿Cómo descubrió nuestro plan?!". Solomon Grundy admite que "cree que se le soltó." Casi toda la Legión original aparece, a excepción del Enigma. Manta Negra estaba asistiendo a la reunión aunque no tiene líneas.

- En Harvey Birdman, abogado episodio "Pubertad de cacahuate," la sede de la Legión del Mal fue utilizada para un club que se llama la "Legión del Baile". Manta Negra hace una aparición como un personaje de fondo.

- La Legión del Mal fue referenciada en la serie animada South Park episodio "Krazy Kripples" presentando al actor de Superman Christopher Reeve formando su propia versión de la Legión del Mal, incluyendo Manta Negra.

- Un corto de Cartoon Network presentaba a Las Supernenas salvando a Aquaman y Wonder Woman de los miembros de la Legión del Mal.[38]

- En 2003, Cartoon Network Latin America emitió la serie parodia The Aquaman & Friends Action Hour que protagonizó Aquaman como anfitrión del programa de televisión infantil y la Legión del Mal como sus villanos en bancarrota. Manta Negra también es miembro actual de la Legión del Mal.